# AZM (lutadora)
AZM, abreviação de Azumi (あずみ, nascida em 1 de outubro de 2002), é uma lutadora profissional japonesa, que trabalha atualmente para a World Wonder Ring Stardom onde ela é membro do grupo Neo Genesis.
AZM conquistou três vezes o Artist of Stardom Championship e duas vezes o High Speed Championship. Ela também foi membro da Queen's Quest e sua terceira líder de fato durante a era pós-Watanabe, até Hayashishita assumir o comando. AZM fez parte da facção por um total de sete anos, tendo se juntado ao grupo em fevereiro de 2017, quando foi recrutada por Shirai, permanecendo até ser expulsa em junho de 2024, após perder uma luta de eliminação em duplas contra a Oedo Tai.

## Carreira na luta livre profissional

### World Wonder Ring Stardom (2013–presente)

#### Início de carreira (2013–2017)

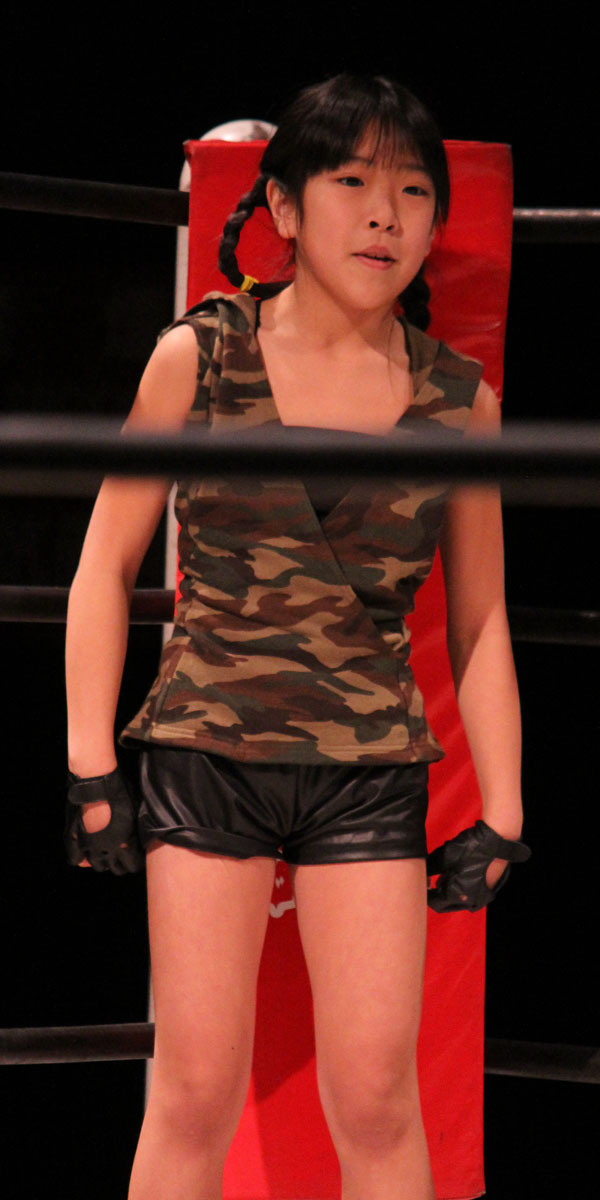
AZM em fevereiro de 2014, aos 11 anos, cinco meses após sua estreia no wrestling profissional.

AZM fez sua estreia no wrestling profissional sob o nome de ringue Azumi no evento Season 14 Goddesses In Stars 2013 da Stardom, em 6 de outubro de 2013, em uma luta que terminou em empate por limite de tempo contra Passion No. 2. Ela tinha 11 anos na época. No Mask Fiesta 2014, em 26 de outubro de 2014, AZM lutou sob o nome de ringue Mini Iotica e derrotou Green Yuki, Kairian e White Yuki. AZM continuou a se apresentar como Mini Iotica nos eventos Mask Fiesta ao longo da década de 2010. No New Years Stars 2016, em 3 de janeiro de 2016, AZM competiu em uma battle royal de 15 mulheres, enfrentando outras lutadoras da Stardom como Evie, Kellie Skater, Kris Wolf e Haruka Kato. Em fevereiro de 2016, AZM formou um novo grupo chamado Azumi's Army, liderado por ela e Kaori Yoneyama.

#### Queen's Quest (2017–2024)
Após uma luta envolvendo Io Shirai e HZK, membros da Queen's Quest, em 11 de fevereiro de 2017, AZM entrou no ringue e pediu para se juntar ao Queen's Quest, pedido que foi aceito por Shirai. A partir desse momento, ela adotou AZM como seu nome de ringue. AZM conquistou seu primeiro título, o Artist of Stardom Championship, no Grows Up Stars 2017, em 15 de abril, ao lado de HZK e Io Shirai, ao derrotar a Oedo Tai (Hana Kimura, La Rosa Negra e Kagetsu). AZM, HZK e Io Shirai perderam o título para Hiromi Mimura, Kairi Hojo e Konami no Golden Week Stars 2017, em 6 de maio, encerrando o reinado após 21 dias. AZM conquistou o título novamente com HZK e Io Shirai no Shining Stars 2017, em 4 de junho, ao derrotar Hiromi Mimura, Kairi Hojo e Konami. No entanto, elas perderam o Artist of Stardom Championship para a Team Jungle (Hiroyo Matsumoto, Jungle Kyona e Kaori Yoneyama) em 17 de junho, encerrando o reinado após 13 dias.
AZM conquistou o Artist of Stardom Championship pela terceira vez no Goddess of Stars 2019, em 23 de novembro de 2019, quando fez equipe com Momo Watanabe e Utami Hayashishita para derrotar a Oedo Tai (Andras Miyagi, Kagetsu e Natsu Sumire).
No The Way to Major League, em 8 de fevereiro de 2020, AZM, Momo Watanabe e Utami Hayashishita perderam o Artist of Stardom Championship para a Donna Del Mondo (Giulia, Maika e Syuri), encerrando seu reinado após 77 dias. AZM conquistou o High Speed Championship em 26 de julho, no Cinderella Summer in Tokyo, ao derrotar Riho e Starlight Kid em uma luta triple threat. Em outubro e novembro, AZM e Momo Watanabe formaram a dupla MOMOAZ e venceram o Goddesses of Stardom Tag League 2020. Em 14 de novembro, AZM e Momo Watanabe desafiaram sem sucesso a AphrOditE pelo Goddesses of Stardom Championship.

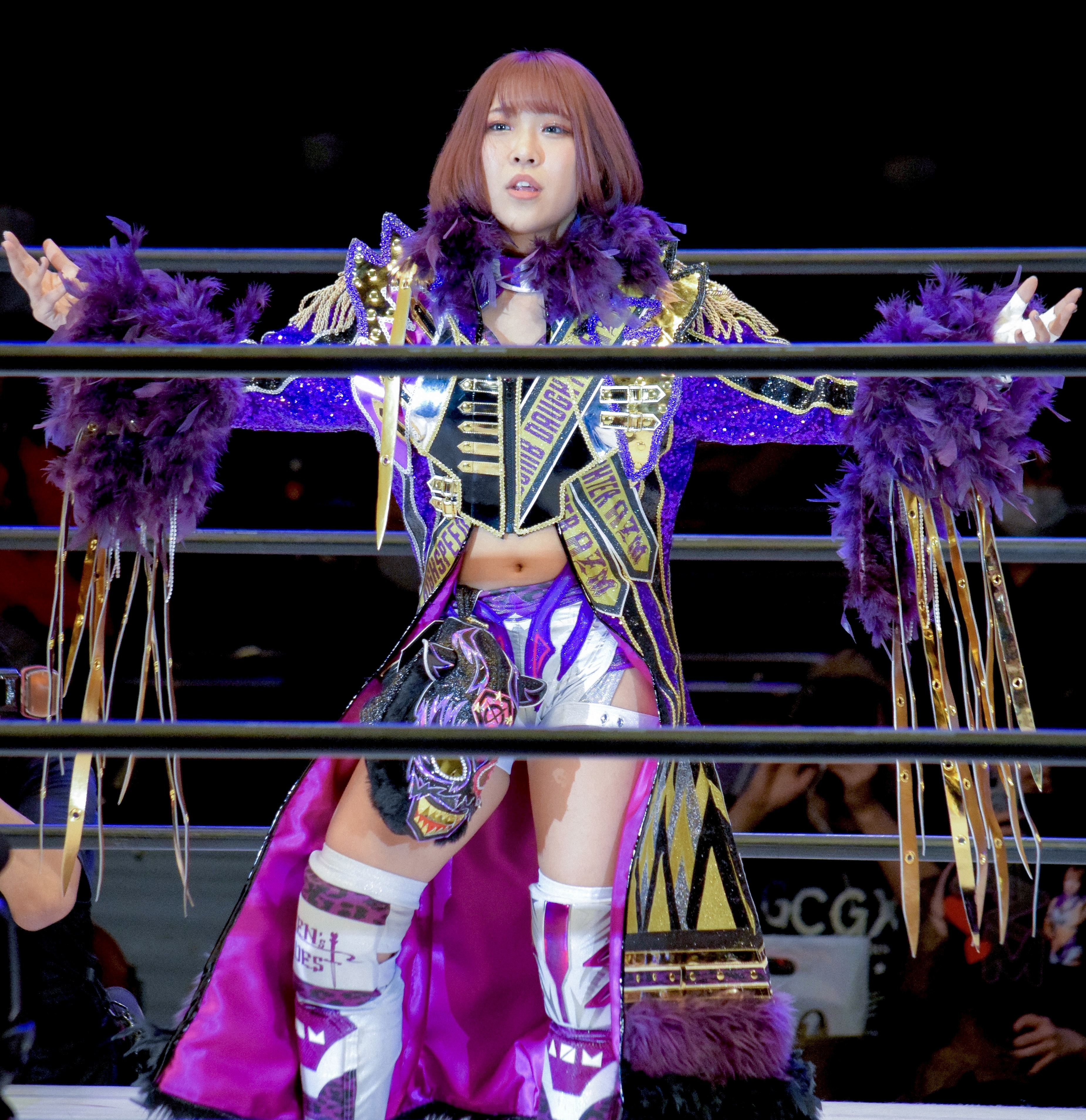
AZM em 2021.

No evento Go To BUDOKAN! Valentine Special em 13 de fevereiro de 2021, AZM desafiou sem sucesso Syuri pelo SWA World Championship. Em 21 de fevereiro, na décima noite do New Year Stars 2021, AZM participou de uma luta Stardom rumble, vencida por Ruaka. No All Star Dream Cinderella em 3 de março, AZM perdeu o High Speed Championship para Natsupoi, encerrando seu reinado após 220 dias e quatro defesas bem-sucedidas. AZM participou do Torneio Cinderella de 2021, mas foi eliminada na primeira rodada por Rina. De julho a setembro, AZM competiu no bloco Blue Stars do 5 Star Grand Prix de 2021, onde obteve um total de oito pontos. No 10th Anniversary Grand Final Osaka Dream Cinderella em 9 de outubro, AZM, Momo Watanabe e Saya Kamitani desafiaram sem sucesso MaiHimePoi pelo Artist of Stardom Championship. No Kawasaki Super Wars em 3 de novembro, AZM desafiou sem sucesso Syuri pelo SWA World Championship e pelo certificado de direitos de desafio do World of Stardom Championship. No Osaka Super Wars em 18 de dezembro, AZM se uniu a suas companheiras de grupo do Queen's Quest, Saya Kamitani e Utami Hayashishita, e à sua líder, Momo Watanabe, para enfrentar o Oedo Tai (Konami, Ruaka, Saki Kashima e Starlight Kid) em uma luta de eliminação em equipes. Quando restavam apenas Watanabe e Starlight Kid, Watanabe traiu o Queen's Quest atacando AZM com uma cadeira de aço para se desqualificar e poder se juntar ao Oedo Tai. Após isso, AZM se tornou o membro mais antigo do Queen's Quest, tendo sido recrutada pela líder original Io Shirai, sendo considerada a líder de fato da unidade. No Dream Queendom em 29 de dezembro, ela desafiou sem sucesso Starlight Kid e Koguma em uma luta triple threat pelo High Speed Championship.

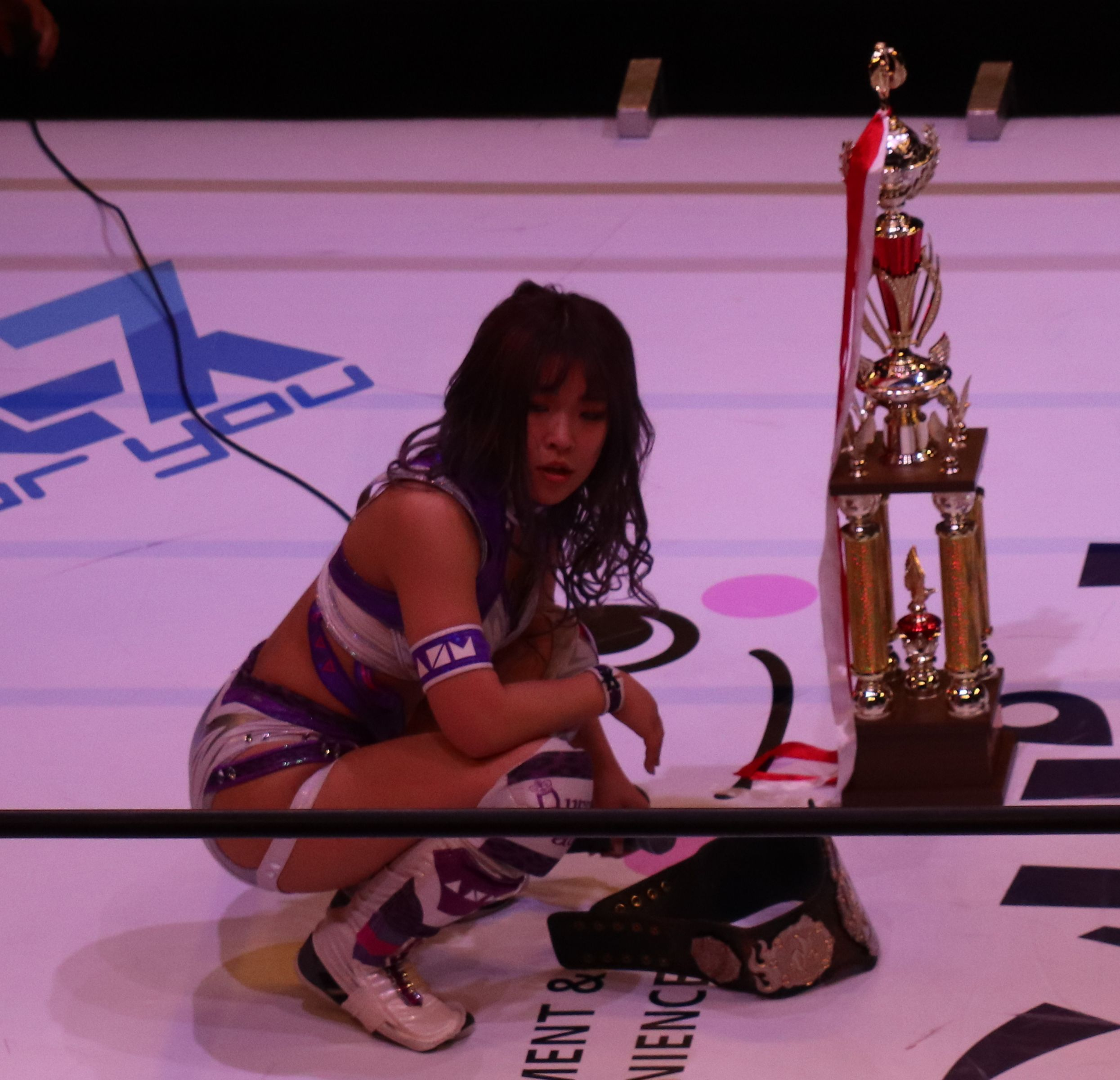
AZM como detentora do High Speed Championship na segunda noite do Stardom World Climax 2022 em 27 de março.

No Nagoya Supreme Fight em 29 de janeiro de 2022, AZM fez equipe com Utami Hayashishita em uma luta de rivalidade contra Momo Watanabe e Starlight Kid, mas elas perderam. No Cinderella Journey em 23 de fevereiro, AZM derrotou Starlight Kid para conquistar o High Speed Championship pela segunda vez em sua carreira. Na segunda noite, em 27 de março, AZM defendeu com sucesso o High Speed Championship contra Koguma e Natsupoi. No Torneio Cinderella de 2022, AZM chegou à segunda rodada, onde foi derrotada por Hazuki em 10 de abril. Na última noite do evento, em 29 de abril, ela defendeu com sucesso o High Speed Championship contra Mei Suruga. Em 15 de maio, o Queen's Quest elegeu Utami Hayashishita como a nova líder oficial após ela vencer uma luta five-way contra AZM, Saya Kamitani, Lady C e Hina, significando que AZM não era mais a líder de fato. No Flashing Champions em 28 de maio, AZM defendeu com sucesso o High Speed Championship contra Thekla. No Fight in the Top em 26 de junho, AZM fez equipe com Utami Hayashishita e Saya Kamitani em uma luta contra as Stars (Mayu Iwatani, Koguma e Hazuki) em uma das primeiras lutas de seis mulheres em uma jaula de aço promovidas pela Stardom, mas elas perderam. No Mid Summer Champions in Tokyo, em 9 de julho, AZM defendeu com sucesso o High Speed Championship contra Momo Kohgo. No Stardom in Showcase vol.1 em 23 de julho, ela derrotou Koguma, Tam Nakano e Momo Watanabe em uma luta four-way falls count anywhere. No Mid Summer Champions em Nagoya em 24 de julho, AZM defendeu com sucesso o High Speed Championship contra Rina. De julho a outubro, AZM participou do bloco Red Stars do 5 Star Grand Prix de 2022.
Em 4 de março de 2023, AZM teve sua décima defesa bem-sucedida de título, onde manteve o seu High Speed Championship contra Starlight Kid, estabelecendo um recorde de mais defesas bem-sucedidas do título. Em 27 de maio, no Flashing Champions, AZM perdeu o título para Saki Kashima em uma luta triple threat, que também envolveu Fukigen Death, encerrando seu reinado após 458 dias.
No Stardom The Conversion em 22 de junho de 2024, AZM se uniu ao restante do Queen's Quest — Saya Kamitani, Lady C, Hina e Miyu Amasaki — e não conseguiu vencer o Oedo Tai (Natsuko Tora, Thekla, Rina, Momo Watanabe e Ruaka) em uma luta de eliminação de quintetos. De acordo com a estipulação, como Kamitani foi a última lutadora eliminada, AZM, Hina, Lady C e Amasaki tiveram que deixar o Queen's Quest.

#### Neo Genesis (2024–presente)
Na primeira noite do Stardom Sapporo World Rendezvous, em 27 de julho de 2024, AZM, Starlight Kid, Seira Suzuki e Miyu Amasaki oficializaram a criação da unidade "Neo Genesis" ao derrotarem as Stars (Hazuki, Koguma, Hanan, Saya Iida e Momo Kohgo) em uma luta de quintetos, que foi o primeiro combate da nova formação.

### Circuito independente (2017, 2019-2021)
No house show da Marvelous That's Women Pro Wrestling em 8 de agosto de 2017, AZM fez equipe com HZK e derrotou o time New-Tra (Rin Kadokura e Takumi Iroha). No evento Estrella Executive Committee/Stardom/Tokyo Gurentai, um evento de crossover promovido pela World Wonder Ring Stardom em parceria com o Tokyo Gurentai em 14 de março de 2019, AZM competiu em uma luta four-way de eliminação de duplas, onde fez equipe com Momo Watanabe e Utami Hayashishita como Queen's Quest, mas não conseguiu vencer o Oedo Tai (Andras Miyagi, Hazuki e Kagetsu), JAN (Jungle Kyona, Natsuko Tora e Saya Iida) e Stars (Saki Kashima, Starlight Kid e Tam Nakano). AZM também competiu no Kagetsu Retirement Show ~ Many Face, um evento freelance que marcou a última luta de Kagetsu, em 24 de fevereiro de 2020, onde derrotou Kaho Kobayashi e Mei Suruga em uma luta triple threat.

### New Japan Pro Wrestling (2021–presente)
AZM participou de uma luta de exibição para a New Japan Pro-Wrestling (NJPW) na segunda noite do Wrestle Kingdom 15, que ocorreu em 5 de janeiro de 2021. Ela fez equipe com Saya Kamitani e Utami Hayashishita como Queen's Quest para derrotar as representantes do Donna Del Mondo, Himeka, Maika e Natsupoi, em uma luta de trios. Em 20 de novembro de 2022, AZM participou do primeiro evento de colaboração entre a NJPW e a Stardom, o Historic X-Over, onde, ao lado de Kamitani e Lady C, representando o Queen's Quest, derrotaram Himeka, Mai Sakurai e Thekla, que representavam o Donna Del Mondo.
Em 8 de abril de 2023, no Sakura Genesis, AZM desafiou a campeã do IWGP Women's Championship, Mercedes Moné, pelo título em uma luta triple threat que também contou com Hazuki, mas não teve sucesso.
Em 12 de abril de 2024, no Windy City Riot, AZM desafiou sem sucesso Stephanie Vaquer pelo Strong Women's Championship.

### Ring of Honor (2024)
Em 5 de abril de 2024, no Supercard of Honor, AZM fez sua estreia na Ring of Honor (ROH), fazendo equipe com Saya Kamitani e Tam Nakano, em uma derrota contra Maika, Mina Shirakawa e Mei Seira.

### All Elite Wrestling (2024)
Na edição de 13 de abril de 2024 do AEW Collision, AZM fez sua estreia na All Elite Wrestling (AEW), em uma derrota contra a campeã mundial feminina da AEW, "Timeless" Toni Storm.

## Títulos e prêmios
- New Japan Pro-Wrestling
  - Strong Women's Championship (1 vez, atual)
- Pro Wrestling Illustrated
  - PWI a colocou na #16ª posição das 150 melhores lutadoras individuais no PWI Women's 150 em 2022[52]
  - PWI a colocou na #20ª posição das 100 melhores duplas no PWI Tag Team 50 em 2020 com Momo Watanabe, Saya Kamitani e Utami Hayashishita[53]
- World Wonder Ring Stardom
  - Artist of Stardom Championship (3 vezes) – com HZK e Io Shirai (2), Momo Watanabe e Utami Hayashishita (1)[54]
  - High Speed Championship (2 vezes)[55]
  - Goddesses of Stardom Tag League (2020) – com Momo Watanabe[56]
  - Prêmio 5★Star GP (6 vezes)
    - Prêmio 5★Star GP de Espírito de Luta (2022, 2024)[57][58]
    - Prêmio 5★Star GP de Excelente Desempenho (2021)[59]
    - Prêmio 5★Star GP de Mais Técnica (2019, 2020, 2023)[60][61][62]

  - Prêmios de Fim de Ano da Stardom (2 vezes)
    - Prêmio de Mais Técnica (2019, 2022)[63][64]